# Dupontia nitella
Dupontia nitella es una especie de molusco gasterópodo de la familia Euconulidae en el orden de los Stylommatophora.

## Distribución geográfica
Se encuentra en Mauricio e Isla Reunión.